# Richard Henry Dana den ældre
Richard Henry Dana (15. november 1787 i Cambridge, Massachusetts – 2. februar 1879 sammesteds) var en amerikansk journalist, forfatter og kritiker, søn af Francis Dana og far til Richard Henry Dana den yngre.
Dana studerede ved Harvard og var senere sagfører i Boston. Sammen med Channing udgav han North American Review, der ved at hjælpe til at bryde den puritanske ortodoksis magt bidrog en del til større åndeligt frisyn.
Han var en stor beundrer af Wordsworth og Coleridge, og hans betydeligste digt The Buccaneer (1827) er inspireret af Coleridges The Ancient Mariner. 1839-40 holdt han en række forelæsninger over Shakespeare.